# ダラーラ・3087
ダラーラ・3087 (Dallara 3087) は、ダラーラがF3000用に開発した車両で、主に1987年の国際F3000でユーロ・ベンチュリーニおよびフォルティ・コルセが使用した。
また、BMSスクーデリア・イタリアが1988年のF1世界選手権に新規参戦するため、開幕戦ブラジルGPのみの暫定車両として投入されたが、予備予選落ちした。第2戦のサンマリノGPからはF1専用に設計されたダラーラ・BMS188と交換された。
1988年の国際F3000もフォルティ・コルセが継続使用したが、予選突破もできない状態となり、シーズン中盤からローラ・T88/50にスイッチされていった。

## F1出走の経緯
ジュゼッペ・ルッキーニはイタリアの企業家であり、BMSスクーデリア・イタリアを率いてイタリアラリー選手権に参戦、後には世界ツーリングカー選手権にも参戦した。1988年に彼はフォーミュラ1への参戦を決定し、ダラーラに車両の開発を依頼した。ダラーラ・BMS188のエンジンはフォード・コスワース・DFVを排気量を3,000ccから3,500ccにボアアップしたフォード・コスワース・DFZを予定していた。
ダラーラは1988年の開幕戦にBMS188を間に合わせることができなかった。しかし、選手権にエントリーしながら欠場することはチームにペナルティが発生するため、欠場を回避する必要があった。そのためスクーデリア・イタリアは、開幕戦ブラジルGPに3087にF1の車両規定を満たすよう最低限の改修を施して持ち込んだ。3087は3,000ccのDFVエンジンを搭載し、F3000用に設定されたレブリミッターは取り外されたが、ライバルチームの自然吸気エンジンよりも排気量が500cc少ない状態状態だった。ドライバーはオゼッラから移籍してきた24歳のヤングイタリアン、アレックス・カフィが起用された。
第2戦サンマリノGPでは排気量3,500ccのDFZエンジンを搭載したBMS188が完成し、3087はブラジルGPの出走のみで終了した。
ダラーラ・3087は、F1グランプリの公式セッションに参加した最後の非F1マシンである。

## レース戦績
国際F3000において目立った活躍は残せておらず、1987年のベルギーGPの6位入賞が最上位となっている。1988年の国際F3000では新型シャーシを投入したローラ・レイナード勢に刃が立たず、予選落ちが常態化した。
1988年のF1・ブラジルGPでは車検に合格し、カフィは予備予選に出走したが、予備予選は最下位となり、周囲の予想通り予備予選落ちとなった。ポールポジションを獲得したアイルトン・セナの予選タイムより18秒遅れのラップタイムだった。

## F1における全成績
(key) （太字はポールポジション）
| 年     | チーム                 | エンジン            | タイヤ | No. | ドライバー | 1    | 2   | 3   | 4   | 5   | 6   | 7   | 8   | 9   | 10  | 11  | 12  | 13  | 14  | 15  | 16  | ポイント | 順位 |
| ------ | ---------------------- | ------------------- | ------ | --- | ---------- | ---- | --- | --- | --- | --- | --- | --- | --- | --- | --- | --- | --- | --- | --- | --- | --- | -------- | ---- |
| 1988年 | スクーデリア・イタリア | フォード DFV 3.0 V8 | G      |     |            | BRA  | SMR | MON | MEX | CAN | DET | FRA | GBR | GER | HUN | BEL | ITA | POR | ESP | JPN | AUS | 0        | NC   |
| 1988年 | スクーデリア・イタリア | フォード DFV 3.0 V8 | G      | 36  | カフィ     | DNPQ |     |     |     |     |     |     |     |     |     |     |     |     |     |     |     | 0        | NC   |